# Ochyraea tatrensis
Ochyraea tatrensis là một loài rêu thuộc họ Hypnobartlettiaceae đặc hữu của Slovakia. Môi trường sống tự nhiên của chúng là sông ngòi. Chúng hiện đang bị đe dọa vì mất môi trường sống.